# Franco Vona
Franco Vona (Frosinone, 20 augustus 1964) is een voormalig Italiaans wielrenner.

## Belangrijkste overwinningen
1988
- 16e etappe Giro d'Italia

1989
- 5e etappe Ronde van Venezuela

1991
- 6e etappe Ronde van Zwitserland

1992
- 5e etappe Giro d'Italia
- 12e etappe Giro d'Italia

1993
- 4e etappe Ronde van Frankrijk (TTT) met GB–MG Maglificio (met Franco Ballerini, Carlo Bomans, Mario Cipollini, Zenon Jaskuła, Johan Museeuw, Wilfried Peeters, Laurent Pillon en Flavio Vanzella)

## Resultaten in voornaamste wedstrijden
| Jaar | Ronde van Italië | Ronde van Frankrijk | Ronde van Spanje |
| ---- | ---------------- | ------------------- | ---------------- |
| 1987 | 32e              |                     |                  |
| 1988 | 15e (1)          |                     |                  |
| 1989 | 17e              | opgave              |                  |
| 1990 | 31e              |                     | opgave           |
| 1991 | 18e              |                     |                  |
| 1992 | 6e (2)           | 11e                 |                  |
| 1993 | 57e              | 21e                 |                  |
| 1994 | 23e              | 37e                 |                  |
| 1995 | 54e              | 48e                 |                  |
| 1996 | 43e              |                     | 104e             |

| Jaar | Milaan-San Remo | Luik-Bast.‑Luik | Waalse Pijl |
| ---- | --------------- | --------------- | ----------- |
| 1987 |                 |                 |             |
| 1988 |                 | 28e             |             |
| 1989 |                 | 27e             |             |
| 1990 |                 | 39e             | 13e         |
| 1991 | 50e             |                 |             |
| 1992 |                 |                 |             |
| 1993 |                 | 55e             |             |
| 1994 |                 | 16e             |             |
| 1995 |                 |                 |             |
| 1996 |                 |                 |             |